# Blumenthaler Erbstollen
Der Blumenthaler Erbstollen war eines derer Bergwerke in Wetter (Ruhr), die weniger zum Kohleabbau angelegt waren, sondern zum Lösen des Grubenwassers aus dem Gestein der Nachbarzechen.
Die Verleihung der Erbstollengerechtigkeit erfolgte 1832, und 1841 wurde der Erbstollen im Vorort Wengern angesetzt. Am Ende erreichte er eine Länge von knapp 3 Kilometern und entwässerte die Zeche Trappe sowie die Zeche Dachs & Grevelsloch. 1848 gehörte auch die Zeche Neu-Wülfingsburg zu den „Kunden“ dieses Erbstollens. Das genaue Datum seiner Stilllegung ist nicht bekannt, aber 1964 soll das Stollenmundloch noch offen gewesen sein.